# Ole Luk
Ole Pedersen Luk er en dansk komponist, sanger og guitarist. Han var medlem af Solbrud, men har også udgivet soloalbums under navnet Afsky.
Musikken har sit udspring i Black Metal, men teksterne er på dansk og har et socialrealistisk udgangspunkt.
På sine soloprojekter fortolker han blandt andet H. C. Andersen og Jeppe Aakjær og coveret på Ofte jeg drømmer mig død, er et maleri af H. A. Brendekilde, "Udslidt" fra 1889.

## Karriereforløb

### Med Solbrud
Solbrud blev dannet i København i 2009. Bandet består ud over Ole Luk (vokal og guitar), af Adrian Utzon Dietz (guitar), Tobias Hjorth (bass) og Troels Hjorth (trommer). Medlemmerne skriver selv alle tekster på dansk og er fælles om kompositionerne. På lydsporene indgår ud over instrumenterne også optagelser af reallyd, fx hammerslag og susen.

### ProjektetAfsky
Til (let redigerede) tekster af H. C. Andersen, Sophus Claussen, Emil Aarestrup og Jeppe Aakjær har Luk på dette album sat dystre toner, som har givet musikken betegnelsen "depressiv black metal". Albummet er dog blevet anmelderrost for at sprænge de klassiske rammer for genren.

## Diskografi

### Med Solbrud
- Solbrud (2012)
- Jærtegn (2014)
- Vemod (2017)
- IIII (2024)

### Med Afsky
- Afsky (2015)
- Sorg (2018)
- Ofte jeg drømmer mig død (2020)
- I stilhed (2022)
- Om hundrede år (2023)

### Med Heltekvad
- Ærbødig er den som sejrer (Single, 2021)